# Eugeniusz Durejko
Eugeniusz Durejko, né le 15 novembre 1950, à Ostróda, en Pologne, est un ancien joueur polonais de basket-ball. Il évolue durant sa carrière au poste de pivot.